# John Cooper Fitch
John Cooper Fitch (Indianapolis (Indiana), 4 augustus 1917 – bij Lime Rock (Connecticut), 31 oktober 2012) was een Amerikaans Formule 1-coureur. Hij reed twee Grands Prix; de Grand Prix van Frankrijk van 1953 voor het team HWM en de Grand Prix van Italië van 1955 voor het team Stirling Moss.